# JR東日本野球部柏野球場
JR東日本野球部柏野球場（ジェイアールひがしにほん かしわやきゅうじょう）は、千葉県柏市に所在し、東日本旅客鉄道（JR東日本）が所有する野球場。

## 概要
日本野球連盟に所属する社会人野球チームのJR東日本硬式野球部が練習場として使用する野球場である。敷地内に室内練習場、近隣に合宿所がある。
もともとJR東日本野球部は海浜幕張駅周辺の京葉線の高架下を練習場としていたが、敷地が手狭なことから紀長伸銅所工場跡地の大部分（3.3ヘクタール）を取得して2009年10月1日に開場した。なお、当初は工場の全敷地を取得して野球場に転用予定だったが、事前の土壌調査の結果一部の地点から基準を超える六価クロムや鉛などの有害物質が検出されたことから、その部分の取得は見送られた。
JR東日本のオープン戦のみならず、社会人野球の公式戦や野球日本代表の社会人代表が合宿等で使用することもあることから、バックネット裏には小さいながらも屋根付きの本格的な観戦スタンドが設けられ、スコアボードもフルカラーLED装備のものが使用されている。
当球場で行われるJR東日本硬式野球部のオープン戦は一般ファンの観戦を無料で受け入れる試合も多く、熱心な社会人野球ファンに親しまれている。

## 基本データ
- 所在地：千葉県柏市布施1121-1
- アクセス
  - 我孫子駅から阪東バスあけぼの山公園行きに乗車、「布施新町二丁目」下車徒歩5分。
  - 北柏駅から東武バスイースト（柏11：三井団地行）に乗車、「布施新町二丁目」下車。
- フィールド - 内野：土、外野：天然芝[5]
- サイズ - 両翼：100メートル、中堅：122メートル
- スコアボード：LED表示による電光掲示式
- 球場内には、飲み物の自動販売機のみがある。
- 球場近辺には、飲食物等を販売している店舗はない。(KEIHOKUスーパー布施店まで0.7km、セブンイレブン柏布施弁天入口店まで1.1km)